# Haapajärvi kyrka
Haapajärvi kyrka (finska: Haapajärven kirkko), är en kyrkobyggnad i den finländska kommunen Haapajärvi i landskapet Norra Österbotten.

## Kyrkobyggnaden
Första kyrkan på platsen uppfördes 1653 och låg ungefär där nuvarande kyrka ligger. Beslut att bygga en ny kyrka togs i september 1799. Nuvarande kyrka i gustaviansk stil uppfördes efter ritningar av arkitekt Matti Pietilä. Bygget fullbordades under hösten 1802. Haapajärvi kyrka har en korsformad planform och rymmer omkring 700 personer. Sitt nuvarande utseende fick kyrkan vid en ombyggnad år 1880 under ledning av arkitekt Frans Wilhelm Lüchow då en åttakantig lanternin uppfördes i kyrkans korsmitt. En grundlig reparation genomfördes åren 1999 - 2002.
En fristående klockstapel på 20 meter uppfördes 1813 och renoverades 1851. Kyrkklockorna göts i Stockholm år 1761 samt år 1843. Klockringningen automatiserades år 1977.

## Inventarier
- Kyrkans altartavla är målad 1886 av konstnären Adolf von Becker.
- Nuvarande orgel är tillverkad av Bruno Christensen & Sønner Orgelbyggeri och invigdes 2002.
- Ljuskronorna är från 1880-talet.